# جنگ محدود
جنگ محدود (انگلیسی: Limited war) جنگی است که در آن متخاصمان همه منابعی را که در اختیار دارند، اعم از منابع انسانی، صنعتی، کشاورزی، نظامی، طبیعی یا تکنولوژیکی را در یک درگیری خاص مصرف نمی‌کنند. این حرکت ممکن است برای حفظ آن منابع، جهت استفاده در مقاصد دیگر باشد، یا به این دلیل که ممکن است برای شرکت‌کنندگان در جنگ، استفاده از همه منابع یک منطقه به جای بخشی از آنها، دشوارتر باشد. جنگ محدود مفهوم مخالف جنگ کامل یا جنگ تمام‌عیار است.